# Andrómeda VI
Andrómeda VI, también llamada galaxia Enana Esferoidal de Pegaso (Peg dSph), es una galaxia enana esferoidal a unos 2,64 millones de años luz del sistema solar en dirección a la constelación de Pegaso. Fue descubierta por T.E. Armandroff, J.E. Davies y G.H. Jacoby en 1998 al mismo tiempo que la galaxia Andrómeda V (de ahí proviene el nombre de Andrómeda VI), y también de manera independiente por Igor Karachentsev del Observatorio Astrofísico Especial de Stávropol (Rusia) y Valentina Karachentseva de la Universidad de Kiev (Ucrania), que la designaron con el nombre de galaxia Enana de Pegaso.
Andrómeda VI forma parte del Grupo Local y es una galaxia satélite de la galaxia de Andrómeda (M31), estimándose que se halla a unos 950 000 años luz de la misma. No hay evidencia de formación estelar reciente. La mayor parte de las estrellas resueltas individualmente tienen un color ligeramente rojo, si bien hay unas pocas muy evolucionadas de color rojo intenso.

Nota: Andrómeda VI o galaxia Enana Esferoidal de Pegaso (Peg dSph) no debe ser confundida con la galaxia Enana de Pegaso o galaxia enana irregular de Pegaso (PegDIG).